# Blenda

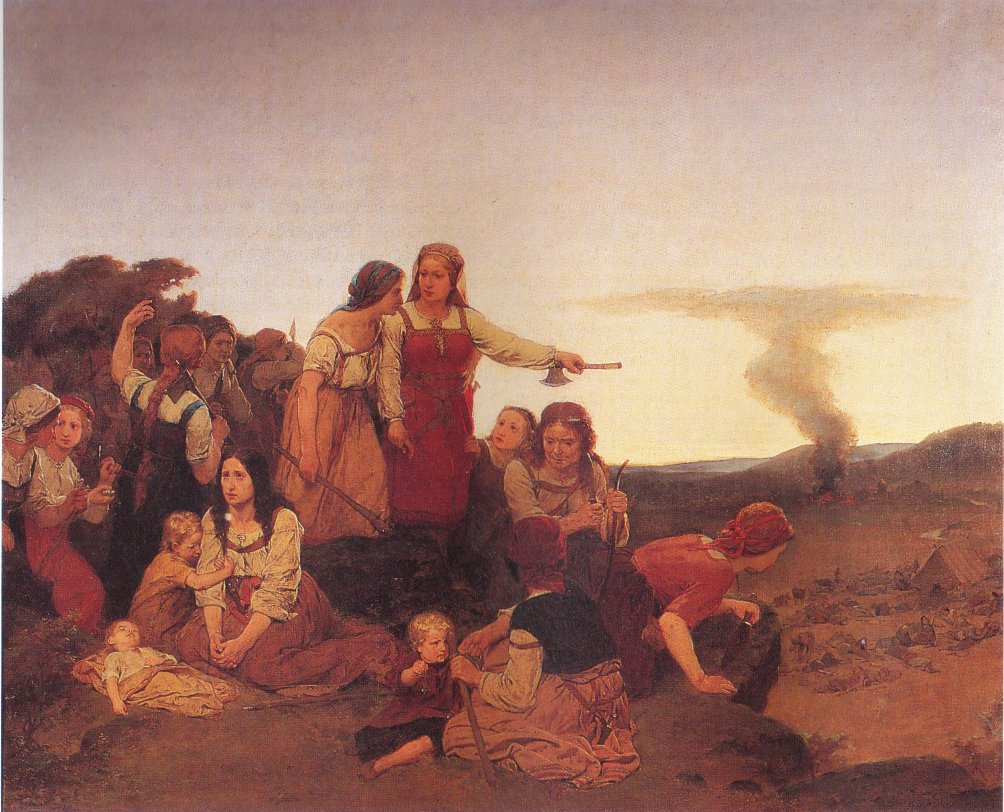
Blenda van August Malmström (1829-1901)

Blenda is een legendarische Zweedse heldin die als leider van een groep boerinnen een plunderend Deens leger in Småland uitroeide.

## Legende
De legende speelt zich af tijdens de regering van de Gautische koning Alle, die een groot deel van de mannen uit Småland had gerekruteerd voor een aanval op Noorwegen. De Denen probeerden voordeel te nemen uit deze kansrijke situatie en vielen Småland binnen, waarna Blenda de vrouwen van de herred verzamelde voor een listige tegenaanval.
De vrouwen benaderden de Denen en nodigden de mannen uit voor een banket. In de nacht werden de slapende Denen door Blenda's leger uitgemoord.
Toen koning Alle terugkeerde beloonde hij de vrouwen met nieuwe rechten, waaronder een gelijkwaardig erfrecht.